# Heronsches Dreieck
In der Geometrie versteht man unter einem heronschen Dreieck (auch: heronisches Dreieck) ein Dreieck, bei dem die Seitenlängen und der Flächeninhalt rationale Zahlen sind. Es ist benannt nach Heron von Alexandria.

## Beispiele
Jedes Dreieck, dessen Seitenlängen ein pythagoreisches Tripel bilden, ist heronsch, da die Seitenlängen eines solchen Dreiecks ganzzahlig sind und da sein Flächeninhalt gleich dem halben Produkt der beiden kürzeren Seitenlängen ist. (Aus der Umkehrung des Satzes von Pythagoras folgt nämlich die Rechtwinkligkeit des Dreiecks.)

Dreieck mit den Seitenlängen c, e und b + d sowie der Höhe a

Ein heronsches Dreieck muss nicht unbedingt rechtwinklig sein. Dies zeigt sich am Beispiel des gleichschenkligen Dreiecks mit den Seitenlängen {\displaystyle 5,5} und {\displaystyle 6}. Dieses Dreieck lässt sich aus zwei kongruenten rechtwinkligen Dreiecken mit den Seitenlängen {\displaystyle 3,4,5} zusammensetzen. Der Flächeninhalt beträgt daher {\displaystyle {\tfrac {1}{2}}\cdot 6\cdot 4=12}.
Das Beispiel lässt sich leicht verallgemeinern: Nimmt man ein pythagoreisches Tripel {\displaystyle (a,b,c)} mit {\displaystyle c} als größter Zahl und ein weiteres pythagoreisches Tripel {\displaystyle (a,d,e)} mit {\displaystyle e} als größter Zahl, so kann man, wie aus der nebenstehenden Zeichnung erkennbar, die entsprechenden Dreiecke entlang der beiden Seiten mit der Länge {\displaystyle a} zu einem heronschen Dreieck zusammensetzen. Das neue Dreieck hat die Seitenlängen {\displaystyle c,e} und {\displaystyle b+d}. Für den Flächeninhalt erhält man
{\displaystyle A={\frac {1}{2}}(b+d)a} (ein halb mal Grundseite mal Höhe).
Es ist nun interessant zu fragen, ob man durch dieses Verfahren, also das Zusammenfügen zweier rechtwinkliger Dreiecke, die in einer Kathetenlänge übereinstimmen, jedes heronsche Dreieck erhält. Die Antwort ist nein. So kann etwa das heronsche Dreieck mit den Seitenlängen {\displaystyle 0{,}5,0{,}5} und {\displaystyle 0{,}6}, also die um den Faktor 10 geschrumpfte Version des oben
beschriebenen Dreiecks, natürlich nicht in Teildreiecke mit ganzzahligen Seitenlängen zerlegt werden. Ähnliches gilt für das heronsche Dreieck mit den Seitenlängen {\displaystyle 5,29,30} und dem Flächeninhalt {\displaystyle 72}, da keine der drei Höhen dieses Dreiecks ganzzahlig ist. Lässt man für Tripel jedoch beliebige rationale (also nicht notwendig natürliche) Zahlen zu, so lässt sich die gestellte Frage mit ja beantworten. (Man beachte, dass man jedes Tripel aus rationalen Zahlen dadurch erhalten kann, dass man die Werte eines Tripels aus ganzen Zahlen durch dieselbe ganze Zahl dividiert.)
In einem heronschen Dreieck ist der Tangens jedes Halb(innen)winkels eine rationale Zahl, so auch der Sinus bzw. Cosinus jedes ganzen Innenwinkels.

## Satz zur Zerlegbarkeit in rechtwinklige heronsche Dreiecke
Jedes heronsche Dreieck lässt sich in zwei rechtwinklige Dreiecke zerlegen, deren Seitenlängen durch pythagoreische Tripel aus rationalen Zahlen gegeben sind.

### Beweis des Satzes
Man betrachte wieder die obige Skizze, wobei dieses Mal vorausgesetzt wird, dass {\displaystyle c,e,b+d} und die Dreiecksfläche {\displaystyle A} rational sind. Wir können annehmen, dass die Bezeichnungen so gewählt wurden, dass die Seitenlänge {\displaystyle b+d} am größten ist. Damit ist gesichert, dass das von der gegenüberliegenden Ecke auf diese Seite gefällte Lot innerhalb des Dreiecks liegt. Um zu zeigen, dass die Tripel {\displaystyle (a,b,c)} und {\displaystyle (a,d,e)} pythagoreische
Tripel sind, muss man beweisen, dass {\displaystyle a,b} und {\displaystyle d} rational sind.
Da für die Dreiecksfläche
{\displaystyle A={\frac {1}{2}}\;\!a\;\!(b+d)}
gilt, kann man nach {\displaystyle a} auflösen und findet so
{\displaystyle a={\frac {2A}{b+d}}} .
Dieser Rechenausdruck ist rational, da alle Zahlen der rechten Seite rational sind. Es bleibt also nur noch zu zeigen, dass auch {\displaystyle b} und {\displaystyle d} rational sind. Aus dem Satz des Pythagoras, angewandt auf die beiden rechtwinkligen Dreiecke erhält man
{\displaystyle a^{2}+b^{2}=c^{2}}
und
{\displaystyle a^{2}+d^{2}=e^{2}}.
Subtraktion dieser Gleichungen ergibt:
{\displaystyle b^{2}-d^{2}=c^{2}-e^{2}},
{\displaystyle (b-d)(b+d)=c^{2}-e^{2}},
{\displaystyle b-d={\frac {c^{2}-e^{2}}{b+d}}}.
Die rechte Seite der letzten Gleichung muss rational sein, da nach der Voraussetzung {\displaystyle c,e} und {\displaystyle b+d} rational sind. Damit ist bewiesen, dass {\displaystyle b-d} rational ist. Aus dieser Aussage folgt wegen der Rationalität von {\displaystyle b+d}, dass auch {\displaystyle b} und {\displaystyle d} rational sind.

## Fast gleichseitige heronsche Dreiecke
Heronsche Dreiecke können nicht gleichseitig sein, da die Fläche eines solchen Dreiecks mit ganzzahliger Seitenlänge immer irrational ist. Es gibt jedoch unendlich viele Heronsche Dreiecke der „beinahe“ gleichseitigen Form {\displaystyle (n-1,n,n+1)}. Die Folge der ganzen Zahlen, die zu so einer Lösung führen, ist {\displaystyle n=4,14,52,\dotsc } (Folge A003500 in OEIS) und hängt mit einer Lucas-Folge {\displaystyle n_{t}=4n_{t-1}-n_{t-2}} und der Pellschen Gleichung {\displaystyle x^{2}-3y^{2}=1} zusammen.